# Chandigar
Chandigar o Chandigarh (Punjabí:ਚੰਡੀਗੜ੍ਹ, hindi:चण्डीगढ़), és un territori de la Unió de l'Índia que fa de capital política de dos estats indis: Panjab i Haryana. El nom de Chandigarh significa "El Fort de Chandi" i deriva d'un antic temple hindi anomenat Chandi Mandir, dedicat a la deessa hindú Chandi, que es troba a prop. El territori inclou Mohali, Panchkula i Zirakpur amb una població total d'1.165.111 habitants (2001).
A Chandigarh hi ha nombrosos projectes arquitectònics de Le Corbusier, Pierre Jeanneret, Matthew Nowicki, i Albert Mayer. La ciutat té la renda per capita més alta de l'Índia. Es considera oficialment la ciutat més neta del país.

## Història
Després de la partició entre l'Índia i el Pakistan feta el 1947, la regió del Panjab es va dividir entre els dos països i com que Lahore, que era la capital del Panjab, va quedar dins Pakistan, l'Índia va necessitar una nova capital per al Panjab sota la seva administració i es va decidir construir una nova ciutat.
El 1966 es va formar, segregant-se del romanent Panjab occidental, el nou estat indi de Haryana de majoria lingüística hindi (mentre que a la resta del Panjab es parla majoritàriament panjabi). Com que Chandigar era a la frontera es va mantenir com la capital dels dos estats.

## Geografia i clima

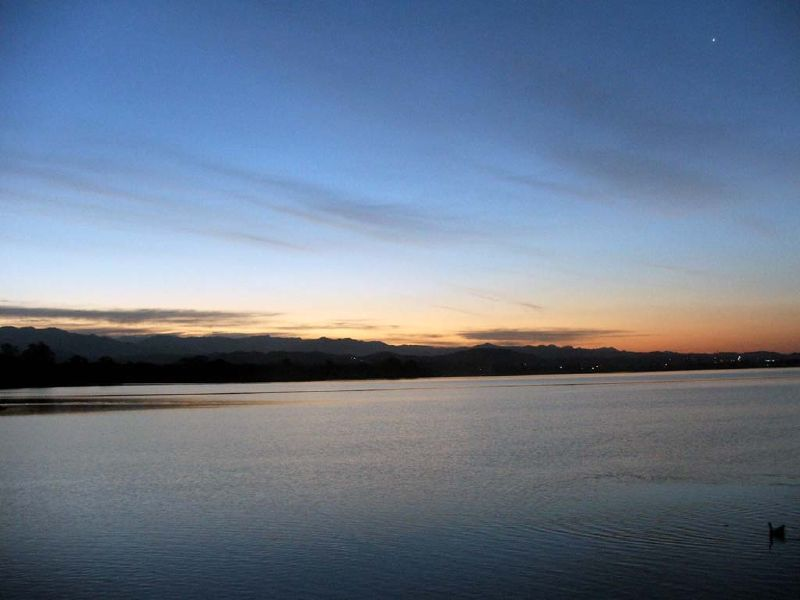
Llac Sukhna

Chandigarh és a prop de l'Himàlaia. Ocupa 114 km². Es troba a 321 m d'altitud. El clima és subtropical. El mes més càlid és juny amb màximes mitjanes de 38 °C i mínimes mitjanes de 25 °C, el mes més fred és gener amb màximes mitjanes de 20 °C i mínimes de 6 °C (ha arribat a -1 °C). La pluviometria és de tipus monsònic i gairebé tota la pluja cau (uns 900 litres del total anual de 1.111 litres) entre juny i setembre.

## Flora i fauna

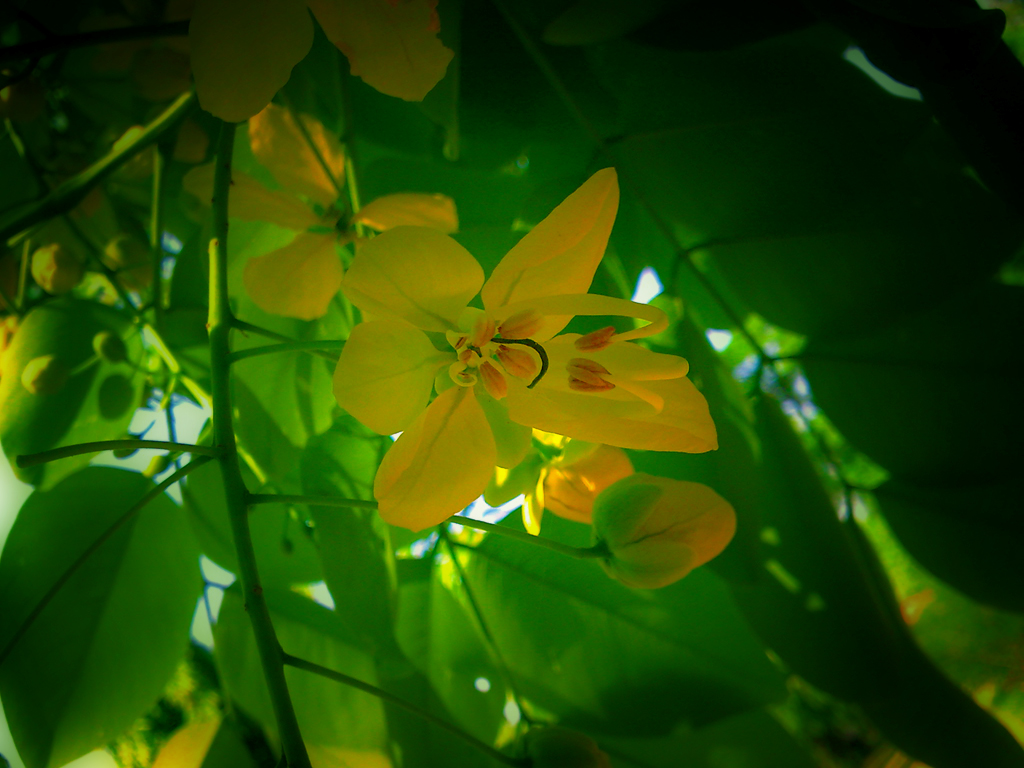
Cassia fistula a Chandigarh

La majoria del territori està cobert per plantacions de banians i eucaliptus. Hi ha fauna variada al bosc: cérvols, lloros, ànecs i oques que emigren de Sibèria i el Japó a l'hivern.